# يوسف شيبساح
يوسف شيبساح (بالإنجليزية: Yussif Chibsah) (30 ديسمبر 1983 أكرا غانا - ) هو لاعب كرة قدم غاني، يلعب كلاعب وسط، شارك في الألعاب الأولمبية الصيفية 2004.

## وصلات خارجية
يوسف شيبساح على موقع الاتحاد الدولي (مؤرشف)  (الإنجليزية)
- يوسف شيبساح على موقع اتحاد السويد (السويدية)
- يوسف شيبساح على موقع اتحاد تركيا (لاعب) (الإنجليزية)
- يوسف شيبساح على موقع قاعدة بيانات كرة القدم.إي يو (الإنجليزية)
- يوسف شيبساح على موقع ناشيونال فوتبول تيمز (الإنجليزية)
- يوسف شيبساح على موقع Soccerway.com (الإنجليزية)
- يوسف شيبساح على موقع عالم كرة القدم.نت (الإنجليزية)
- يوسف شيبساح على موقع أوليمبيديا (الإنجليزية)